# اعتلال يفعي عائلي للكلية بفرط حمض يوريك الدم
الاعتلال اليفعي العائلي للكلية بفرط حمض يوريك الدم (بالإنجليزية: familial juvenile hyperuricemic nephropathy)‏ هو مرض اعتلال كلوي وراثي نادر يمتاز بزيادة في نسبة حمض اليوريك في الدم واحتمال تكون حصى الكلية والإصابة بمرض النقرس.
أحد أسبابه هو خلل في جين بروتين سكري اسمه بروتين تام-هورسفال.

## مطالعات خارجية
- GeneReviews/NCBI/NIH/UW entry on UMOD-Related Kidney Disease Includes: Familial Juvenile Hyperuricemic Nephropathy, Medullary Cystic Kidney Disease 2
- OMIM entries on UMOD-Related Kidney Disease Includes: Familial Juvenile Hyperuricemic Nephropathy, Medullary Cystic Kidney Disease 2
- Tamm–Horsfall protein deposition[وصلة مكسورة]